# Hincapie Sportswear Development Team/Saison 2014
Dieser Artikel listet Erfolge und Fahrer des Radsportteams Hincapie Sportswear Development in der Saison 2014 auf.

## Erfolge in der America Tour
| Datum        | Rennen                       | Kat. | Fahrer          |
| ------------ | ---------------------------- | ---- | --------------- |
| 12. Juni     | 2. Etappe Tour de Beauce     | 2.2  | Toms Skujinš    |
| 15. Juni     | 5. Etappe Tour de Beauce     | 2.2  | Toms Skujinš    |
| 11.–15. Juni | Gesamtwertung Tour de Beauce | 2.2  | Toms Skujinš    |
| 19. August   | 2. Etappe USA Pro Challenge  | 2.HC | Robin Carpenter |

## Zugänge – Abgänge
| Zugänge       | Team 2013       | Abgänge                      | Team 2014                      |
| ------------- | --------------- | ---------------------------- | ------------------------------ |
| Chris Butler  | Champion System | Andy Baker                   | Astellas Cycling Team          |
| Toms Skujinš  | Rietumu-Delfin  | Benjamin Zawacki             | Stan’s No Tube-Proferrin Elite |
| Miguel Bryon  | Neoprofi        | Ben Hill                     | Unbekannt                      |
| Charlie Hough | Neoprofi        | Mathew Lipscomb              | Unbekannt                      |
| Jacob King    | Neoprofi        | Edison Blair Turner          | Unbekannt                      |
| Alexander Ray | Neoprofi        | Charlie Hough (bis 31. Juli) | Unbekannt                      |
| Dion Smith    | Neoprofi        |                              |                                |

## Mannschaft
| Name            | Geburtstag         | Nationalität       |
| --------------- | ------------------ | ------------------ |
| Miguel Bryon    | 10. Januar 1995    | Vereinigte Staaten |
| Chris Butler    | 16. Februar 1988   | Vereinigte Staaten |
| Robin Carpenter | 20. Juni 1992      | Vereinigte Staaten |
| Oscar Clark     | 20. Februar 1989   | Vereinigte Staaten |
| Jacob King      | 3. Juni 1995       | Vereinigte Staaten |
| Joseph Lewis    | 13. Januar 1989    | Australien         |
| Tyler Magner    | 3. Mai 1991        | Vereinigte Staaten |
| Alder Martz     | 11. September 1990 | Vereinigte Staaten |
| Alexander Ray   | 3. Oktober 1990    | Neuseeland         |
| Joseph Rosskopf | 5. September 1989  | Vereinigte Staaten |
| Joseph Schmalz  | 3. März 1990       | Vereinigte Staaten |
| Toms Skujinš    | 15. Juni 1991      | Lettland           |
| Dion Smith      | 3. März 1993       | Neuseeland         |
| Thomas Wrona    | 18. Dezember 1994  | Vereinigte Staaten |